# The Line of Best Fit
The Line of Best Fit – brytyjski magazyn internetowy poświęcony muzyce. Serwis był notowany w rankingu Alexa na miejscu 119159.

## Historia i profil
Magazyn The Line of Best Fit został założony w lutym 2007 roku przez Richarda Thane’a i jego przyjaciela. Nazwa wydawnictwa została wzięta od tytułu piosenki „Line of Best Fit” z albumu demo You Can Play These Songs with Chords zespołu Death Cab for Cutie. The Line of Best Fit jest (według słów własnych) największą niezależną stroną internetową poświęconą nowej muzyce w Wielkiej Brytanii. Ma ponad 2 miliony czytelników każdego miesiąca. Prowadzi cotygodniową playlistę Discovery na Spotify.
W 2012 grupa osób związana z działem muzycznym magazynu uruchomiła wytwórnię płytową, Best Fit Recordings. Jej pierwszym wydawnictwem był singiel „It's Me” londyńskiego zespołu I Ching.
Od 2015 roku magazyn organizuje coroczny festiwal muzyczny, Five Day Forecast.